# El Río (Grecia)
El Río (en griego: Το Ποτάμι, To Potami) es un partido político socioliberal de Grecia.

## Historia
El partido fue creado el 11 de marzo de 2014 por Stavros Theodorakis, un presentador de TV. La ideología del partido oscila entre la socialdemocracia y el liberalismo, y se basa en gran medida de la popularidad personal de Theodorakis para atraer a los votantes.
En las elecciones al Parlamento Europeo de 2014 el partido obtuvo dos escaños, logrando entrar en el europarlamento. Aunque en el ámbito europeo no está integrado en ningún partido político, en el Parlamento europeo sí está afiliado al Grupo de la Alianza Progresista de Socialistas y Demócratas, sin estar integrado en el Partido de los Socialistas Europeos.
En las elecciones parlamentarias anticipadas de enero de 2015, obtuvo algo más de un 6% de los votos y 17 escaños, quedando como cuarta fuerza política del país. Unos meses después, en las elecciones de septiembre de 2015 obtuvo 222.166 votos (4.09%) y 11 escaños (6 escaños menos), quedando como sexta fuerza política del país. 
Desde esa fecha el partido ha sufrido una sangría de políticos que han dejado la formación, o bien han sido expulsados. En abril de 2016 abandonó el partido el diputado Charis Theocharis, seguido uno meses después —octubre de 2016— por Iason Fotilas, que fue expulsado del partido. En noviembre de 2016, la diputada  Katerina Markou dejó el partido, disminuyendo la representación de este a 8 escaños. En enero de 2017 otro de sus diputados dejó el partido y se unió al PASOK. Menos de un mes después el diputado Constantinos Bargiotas dejó el partido y continuó ocupando su escaño como independiente, lo que disminuyó la representación del partido a seis escaños. En enero de 2019, el diputado Spyros Danellis dejó la formación.
En 2017 el partido fue uno de los miembros fundadores del Movimiento para el Cambio (KINAL), pero en 2018 se retiró del mismo.
En las elecciones al Parlamento Europeo de 2019 el partido perdió su representación. Tras el resultado, el líder del partido, Stavros Theodokratis, anunció que To Potami no participaría en las elecciones parlamentarias de 2019; Theodokratis también anunció su renuncia al liderazgo del partido.

## Resultados electorales

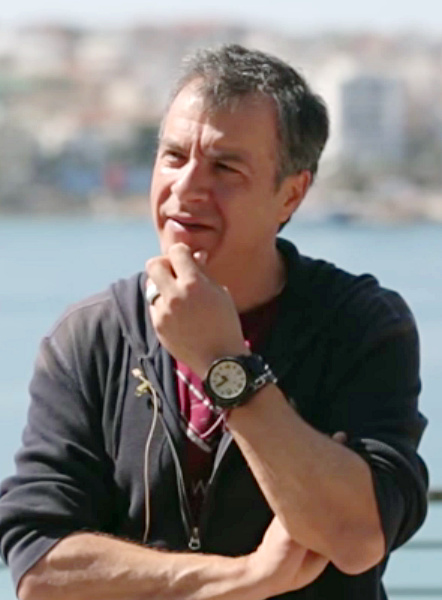
Stavros Theodorakis, fundador de To Potami.

### Consejo de los Helenos
| Elecciones   | # de votos | % de votos | Escaños | +/- | Posición | Resultado |
| ------------ | ---------- | ---------- | ------- | --- | -------- | --------- |
| 2015 (enero) | 373.868    | 6,1%       | 17/300  | 17  | 4.º      | Oposición |
| 2015 (sept.) | 222.166    | 4,1%       | 11/300  | 6   | 6.º      | Oposición |

### Parlamento Europeo
| Elecciones | # de votos | % de votos | Escaños | +/- | Posición |
| ---------- | ---------- | ---------- | ------- | --- | -------- |
| 2014       | 377.438    | 6,6 %      | 2/21    | 2   | 5.º      |
| 2019       | 85.998     | 1,5 %      | 0/21    | 2   | 9.º      |